# 白百合短期大学
白百合短期大学（しらゆりたんきだいがく）は、東京都千代田区九段2-8に本部を置いていた日本の私立大学である。1950年に設置され、1966年に廃止された。大学の略称は白百合。詳細は後述する。

## 概要

### 大学全体
- 学校法人白百合学園により運営されていた[1]日本の私立短期大学であり、東京都千代田区にキャンパスを置いていた[2]。
- 1879年 フランスより渡来したシャトル聖パウロ会修道女数名の教育事業が発端となり、1910年に設立された仏英和高等女学校を源流とされる[3]。
- 1950年、東京都千代田区において白百合短期大学として2学科体制で開学[4][注 2]。
- 1958年に学科増設されて[6]最終的には3学科体制となる。
- 後身となる白百合女子大学への開学により、1964年度入学生を最後に[2]1966年短期大学としての使命を終える[7][注釈 1]。

### 建学の精神（校訓・理念・学是）
- 白百合短期大学の学是：「従順・勤勉・愛徳」

### 学風および特色
- 白百合女子大学を参照。

## 沿革
- 1881年 フランスより来日したシャルトル聖パウロ会修道女により高等女子仏英和学校が創設される[8]。
- 1910年 文部大臣[注 3]の認可を得て仏英和高等女学校を創設する[9]
- 1946年 白百合女子専門学校を設置[10]。
- 1949年10月 短期大学の設置認可に関する申請を以下の通り行う[11][12]

| 学科名   | 入学定員 | 総定員 | 備考 |
| -------- | -------- | ------ | ---- |
| 国文学科 | 50       | 100    |      |
| 英文学科 | 50       | 100    |      |

- 1950年
  - 3月14日 同日をもって[13]短期大学の設置が認可される[14][注 4]。但し、内容を以下の通りに変更される[15]。

| 学科名          | 入学定員 | 総定員 | 備考 |
| --------------- | -------- | ------ | ---- |
| 国文学科→国文科 | 50→40    | 100→80 |      |
| 英文学科→英文科 | 50→40    | 100→80 |      |

- 同
  - 4月1日 同日をもって上記の内容で白百合短期大学が開学となる。
- 1958年 仏文科が新設される[16]。入学定員40名に対し学生数は女28[17][注 5]
- 1964年 最後の学生募集となる[18][注釈 1]。
- 1966年3月31日 廃止される[20][21]

## 基礎データ

### 所在地
- 東京都千代田区九段2-8[注 1]

### 象徴
- 白百合短期大学のカレッジマークはユリをイメージしたものとなっている[22]。

## 教育および研究

### 組織

#### 学科
| 学科名＼項目 | 入学定員 | 学生数/総定員 | 備考          |
| ------------ | -------- | ------------- | ------------- |
| 国文科       | 40       | 107/80        | [ 24 ] [ 17 ] |
| 英文科       | 40       | 70/80         | [ 24 ] [ 17 ] |
| 仏文科       | 40       | 35/80         | [ 24 ] [ 17 ] |

| 学科名＼項目 | 入学定員 | 学生数/総定員 | 備考          |
| ------------ | -------- | ------------- | ------------- |
| 国文科       | 0        | 47/40         | [ 25 ] [ 17 ] |
| 英文科       | 0        | 49/40         | [ 25 ] [ 17 ] |
| 仏文科       | 0        | 18/40         | [ 25 ] [ 17 ] |

#### 専攻科
- なし

#### 別科
- なし

#### 取得資格について
- 教職課程として中学校教諭二級免許状が設置されていた[10][26][27]。
  - 国語：国文科
  - 英語：英文科
  - フランス語：仏文科
- 当初は高等学校教諭免許状の教職課程も置かれ、国文科で（国語）、英文科で（英語）となっていた[27]。

#### 附属機関
- 白百合短期大学図書館[28]

### 研究
- 『白百合短期大学研究紀要第10輯』[29][30]
- 『藤原定家の初期の作品について』[31]ほか

## 大学関係者と出身者

### 出身者
Category:白百合短期大学出身の人物を参照。

## 対外関係

### 姉妹校
- 仙台白百合短期大学

### 系列校
- 白百合学園中学校・高等学校